# El Trapiche (Argentina)
El Trapiche es una de las principales localidades turísticas de la provincia de San Luis, Argentina, ubicada a 39 km al norte de la capital provincial. 
El Trapiche y su zona de influencia se caracteriza por la vegetación, los ríos y arroyos, y la conservación del medioambiente natural.
El pueblo se encuentra asentado en un valle en las sierras de San Luis y es atravesado por un río que lleva también el mismo nombre. El Río Trapiche, junto al Río Grande, desembocan en el embalse La Florida. Este dique, concluido en 1953, se ubica en la entrada del pueblo y tiene una extensión máxima aproximada de 6 km. A 5 km hacia el norte se encuentra el dique Esteban Agüero, fundado en 1997.
Hasta enero de 2006, El Trapiche contaba con seis escuelas aledañas (El Trapiche, Río Grande, Pampa del Tamboreo, Balde de la Isla, La Florida, Paso del Rey y Riocito entre las más relevantes), siete hosterías, complejos de cabañas para el alojamiento turístico, 14 cámpines y paradores, un centro cívico y tres capillas; la primera ubicada en el pueblo, otra capilla en La Florida y una última, más nueva, en Río Grande.

## Toponimia
La denominación se debe a una vieja trituradora que se utilizaba para moler minerales de la zona.  

## Historia

### El origen
Con el objeto de trabajar con más eficiencia el mineral aurífero de La Carolina, y en razón de encontrarse la veta principal sobre la margen de un río de poco caudal, en 1792 se instaló a ocho leguas al sur de La Carolina, en el paraje llamado Las Tapias y a la vera de un río de considerable caudal, el primer trapiche destinado al laboreo aurífero. Se trataba de un molino destinado a moler minerales que era movido por fuerzas hidráulicas. Ese sería el origen del nombre de la actual villa veraniega. Su construcción estuvo a cargo de Juan de la Cruz Sosa (ascendiente por rama materna del coronel Juan Pascual Pringles), a quien ayudaba Francisco Goda. A consecuencia de la falta de cumplimiento del contrato por parte de Sosa, en febrero de 1793 el juez Luis Lafinur dispone que se le conmine a concluir el trabajo en 15 días. Del texto de esa resolución se desprende que Sosa se había comprometido con el citado Goda y con José Rocha a construir el trapiche para la extracción de minerales. En 1794, el paraje ya figura como asiento de la capilla de Nuestra Señora del Rosario, aunque se sabe que había población en la zona desde mucho antes. 
En 1871, el gobernador de la provincia Juan Agustín Ortiz Estrada autoriza al poder ejecutivo para que a orillas del Río Trapiche se fundara un nuevo centro poblacional.
Reynaldo A. Pastor, gobernador de la provincia de San Luis entre 1942 y 1943, asegura que ese valle era un importante asiento de población aborigen. Hasta la década de 1930 existió un modesto trapiche para moler los trigos de la localidad y abastecer de harina a los vecinos de la campaña. En 1864 El Trapiche era asiento de una posta de línea de mensajería que iba de San Luis a Villa Dolores (actual Concarán), pasando por Cuchi Corral, Estancia Grande, El Trapiche, La Bajada, Paso del Rey, Inti Huasi, Agua Blanca, Laguna Larga, El Bajo Santa Bárbara (San Martín) y Estancia Los Alanices. El maestro de posta de El Trapiche era Clemente Escudero.

### Los primeros pobladores
En estas tierras fueron los Huarpes quienes primero se asentaron, además de ubicarse en Virorco, Las Barranquitas, La Carolina y Río Grande, zonas en las que se han encontrado, además de esqueletos humanos, restos de objetos, como conanas (Mortero para machacar), vasijas, piedras talladas, armas de piedra y de madera, boleadoras y cuentas de piedra perforadas en el centro. El enterramiento sería de muy antigua data.
Bordeando el cauce del río Trapiche se encuentran vestigios aborígenes, como morteros trabajados sobre las piedras con una profundidad de aproximadamente 30 cm por 18 cm de diámetro que fueron utilizados para la molienda de cereales.

### Fecha de origen
La fecha de origen del pueblo se establece el 12 de diciembre de 1792, al firmarse en la ciudad de San Luis la escritura de arrendamiento que los herederos de José Sosa otorgaron a José Rocha, para que en un terreno situado en este paraje, entonces llamado Las Tapias, construyera un trapiche, para moler los metales que se traían de La Carolina. Posteriormente, se agregó en la zona un molino para el trigo.

## Geografía

### Población
Contó con 3314 habitantes (Indec, 2010), a los que se suman los pobladores de todas las localidades y parajes que se incluyen dentro del ejido municipal. Forma un aglomerado urbano junto a las siguientes localidades y parajes: El Trapiche, Río Grande, Siete Cajones, La Florida, Riocito, Pampa del Tamboreo, Balde de la Isla, Paso del Rey, La Bajada, Los Tapiales, La Arenilla y zonas de influencia.
Según el censo 2022 la población total del municipio fue de 3105 personas. En tanto, el número de viviendas registradas fue de 2319.
| Gráfica de evolución demográfica de El Trapiche entre 1947 y 2022 |
|                                                                   |
| Fuente: Censos nacionales del INDEC                               |

### Clima
El clima se manifiesta con días suaves y cálidos en el verano e inviernos fríos con cierta intensidad. En julio de 1973 se produjo la mínima absoluta registrada, de -13 °C bajo cero, y el 28 de marzo de 2012 se registraron -3,1 °C bajo cero, según datos de la Estación Meteorológica del REM (Red de Estaciones Meteorológicas), siendo este registro el más bajo tomado por el organismo estatal en la provincia durante el mes de marzo de ese año.

### Suelo
El pueblo se encuentra ubicado en la zona conocida como área interserrana, que comprende desde cercanías del cerro Charlone hasta las proximidades del cerro Garrapata, en el límite con la provincia de Córdoba. El relieve de esta unidad geográfica es ondulado y se extiende entre las isohietas de 500 a 600 m. La altitud media varía entre los 500 a 900 m.

## Organización política
A partir del año 2019 la localidad de El Trapiche posee Concejo Deliberante, formado por cuatro legisladores, dándole a la pequeña villa turística una mayor participación política y democrática. La aprobación fue dada en junio de 2016, haciéndose efectiva la creación y elección de los primeros ediles en los siguientes comicios. En las elecciones provinciales que se realizaron en junio del 2019, cuatro nuevos representantes fueron elegidos en las urnas para la constitución del nuevo organismo. Con esta nueva determinación la antigua figura de intendente comisionado, quien actuaba con facultades plenas, migra a la de intendente, compartiendo decisiones con los concejales.

## Cultos religiosos
Capilla Nuestra Señora del Rosario
El templo se empezó a construir el 7 de diciembre de 1937, cuando Pío XI era el sumo pontífice de la Iglesia Católica. Está bajo la advocación de Nuestra Señora del Rosario y el obispo de San Luis de ese momento, monseñor Dionisio Tibiletti, fue quien bendijo la piedra fundamental. El gobernador Ricardo Rodríguez Saá y Ofelia Ojeda fueron padrinos del acto. El sacerdote Ambrosi Crespo fue quien dio la primera misa.
Dependiendo durante muchos años de la Parroquia de Saladillo, en 1945 pasó a la jurisdicción de la nueva parroquia del Carmen, hasta 1979, cuando se crea la parroquia de la Guardia de El Volcán. El 11 de febrero de 1988 el obispo de San Luis, Juan Rodolfo Laise, fundó la parroquia de Nuestra Señora del Rosario de la Sierra, cuya fiesta patronal se celebra cada 7 de octubre.
Parroquias de la Iglesia católica en El Trapiche
| Diócesis  | San Luis                   |
| --------- | -------------------------- |
| Parroquia | Nuestra Señora del Rosario |

## Turismo
El pueblo cuenta con un balneario natural y con establecimientos hoteleros, además de servicios turísticos complementarios.
Cada verano, desde 1984, la municipalidad del pueblo organiza la Fiesta de Los Ríos, que tiene carácter provincial. Se complementa con actividades culturales (exposición de cuadros y artesanías) y deportivas (competencias de triatlón, maratón y carreras de bicicletas). En la última noche del festival se realiza la elección y coronación de la Reina Provincial de Los Ríos, con la participación de postulantes de todo el ejido municipal, y un gran baile popular. También, desde la década de 1960, de celebra el festejo del día del estudiante y el comienzo de la primavera, cada 21 de septiembre. 
Cuenta con una estación de piscicultura y una reserva florofaunística. En el ingreso de la localidad se encuentra la Secretaría de Turismo, en donde se contemplan dos monumentos artísticos que caracterizan el lugar.[cita requerida]